# París-Niça 1936
La París-Niça 1936 fou la 4a edició d'aquesta cursa ciclista que es va disputar entre el 17 i el 23 de març de 1936. La cursa fou guanyada pel francès Maurice Archambaud, de l'equip Mercier-Hutchinson, per davant del francès Jean Fontenay (Helyett-Hutchinson) i del belga Alfons Deloor (Colin-Wolber).
En aquesta edició, el primer i segon de cada etapa bonifiquen respectivament d'un minut i de trenta segons. Hi ha també bonificacions als cims dels colls de la République i de la Túrbia sempre que el corredor en qüestió ho faci en solitari. També es permet el canvi de roda entre corredors del mateix equip. Els corredors amb més de 45 minuts perduts respecte al líder a Saint-Étienne i més d'una hora a Marsella són eliminats de la prova.

## Participants
En aquesta edició de la París-Niça hi preneren part 99 corredors. 32 ho feien de forma individual i els altres 67 dintre dels equips Helyett-Hutchinson, Alcyon-Dunlop, Dilecta, Mercier-Hutchinson, Delangle-Wolber, Urago, Colin-Wolber, Tendil. La prova l'acabaren 33 corredors.

## Resultats de les etapes
| Etapes   | Data       | Recorregut            | Km     | Vencedor d'etapa   | Líder de la general |
| -------- | ---------- | --------------------- | ------ | ------------------ | ------------------- |
| 1a etapa | 17 de març | París-Nevers          | 219 km | Félicien Vervaecke | Félicien Vervaecke  |
| 2a etapa | 18 de març | Nevers-Saint-Étienne  | 250 km | Maurice Archambaud | Marcel Kint         |
| 3a etapa | 19 de març | Saint-Étienne-Avignon | 215 km | Gustave Danneels   | Félicien Vervaecke  |
| 4a etapa | 20 de març | Avignon-Marsella      | 205 km | Léon Louyet        | Félicien Vervaecke  |
| 5a etapa | 21 de març | Marsella-Toló (CRE)   | 71 km  | Jean Fontenay      | Jean Fontenay       |
| 6a etapa | 22 de març | Toló-Canes            | 125 km | Gustave Danneels   | Félicien Vervaecke  |
| 7a etapa | 23 de març | Canes-Niça            | 135 km | Pierre Cogan       | Maurice Archambaud  |

## Etapes

### 1a etapa
17-03-1936. París-Nevers, 219 km.
Sortida neutralitzada: Hall del Petit journal, situat al carrer Lafayette de París. Sortida real: Carrefour de la Belle Épine de Villejeuf.
|   | Ciclista           | Equip              | Temps      |
| - | ------------------ | ------------------ | ---------- |
| 1 | Félicien Vervaecke | Alcyon-Dunlop      | 5h 45' 10" |
| 2 | Marcel Kint        | Mercier-Hutchinson | m. t.      |
| 3 | Alfons Deloor      | Colin-Wolber       | + 31"      |

### 2a etapa
18-03-1936. Nevers-Saint-Étienne, 250 km.
Abandonen 8 corredors i són eliminats uns altres 25.
|   | Ciclista           | Equip              | Temps      |
| - | ------------------ | ------------------ | ---------- |
| 1 | Maurice Archambaud | Mercier-Hutchinson | 7h 44' 47" |
| 2 | Leo Amberg         | Colin-Wolber       | + 1' 14"   |
| 3 | Marcel Kint        | Mercier-Hutchinson | +1' 33"    |

### 3a etapa
19-03-1936. Saint-Étienne-Avignon, 215 km.
|   | Ciclista         | Equip         | Temps      |
| - | ---------------- | ------------- | ---------- |
| 1 | Gustave Danneels | Alcyon-Dunlop | 6h 52' 31" |
| 2 | René Le Grevès   | Alcyon-Dunlop | m. t.      |
| 3 | Jules Rossi      | Alcyon-Dunlop | m. t.      |

### 4a etapa
20-03-1936. Avignon-Marsella, 205 km.
|   | Ciclista         | Equip           | Temps      |
| - | ---------------- | --------------- | ---------- |
| 1 | Léon Louyet      | Delangle-Wolber | 5h 37' 58" |
| 2 | Eloi Meulenberg  | Individual      | m. t.      |
| 3 | Gustave Danneels | Alcyon-Dunlop   | m. t."     |

### 5a etapa
21-03-1936. Marsella-Toló, 71 km. (CRE)
|   | Ciclista      | Equip              | Temps      |
| - | ------------- | ------------------ | ---------- |
| 1 | Jean Fontenay | Helyett-Hutchinson | 1h 57' 56" |
| 2 | Raoul Lesueur | Helyett-Hutchinson | m. t.      |
| 3 | Henri Puppo   | Helyett-Hutchinson | m. t.      |

### 6a etapa
22-03-1936. Toló-Canes, 125 km.
El líder Fontenay és sancionat amb dos minuts en ser empès pels seus companys d'equip Vietto i Lesueur durant la pujada de la Turbie. Archambaud punxa a 2 km de meta quan tenia assegurada la victòria d'etapa.
|   | Ciclista         | Equip           | Temps      |
| - | ---------------- | --------------- | ---------- |
| 1 | Gustave Danneels | Alcyon-Dunlop   | 3h 56' 58" |
| 2 | René Le Grevès   | Alcyon-Dunlop   | m. t.      |
| 3 | Léon Louyet      | Delangle-Wolber | m. t.      |

### 7a etapa
23-03-1936. Canes-Niça, 135 km.
Arribada situada al Moll dels Estats Units. Els corredors dirigits per Francis Pélissier aconsegueix les tres primeres places de l'etapa i la general a l'aprofitar tres punxades del líder Félicien Vervaecke.
|   | Ciclista           | Equip              | Temps      |
| - | ------------------ | ------------------ | ---------- |
| 1 | Pierre Cogan       | Mercier-Hutchinson | 3h 52' 57" |
| 2 | Maurice Archambaud | Mercier-Hutchinson | m. t.      |
| 3 | Marcel Kint        | Mercier-Hutchinson | m. t.      |

## Classificacions finals

### Classificació general
|    | Ciclista           | Equip              | Temps       |
| -- | ------------------ | ------------------ | ----------- |
| 1  | Maurice Archambaud | Mercier-Hutchinson | 36h 26' 41" |
| 2  | Jean Fontenay      | Helyett-Hutchinson | + 3' 11"    |
| 3  | Alfons Deloor      | Colin-Wolber       | + 10' 26"   |
| 4  | Marcel Kint        | Mercier-Hutchinson | + 10' 45"   |
| 5  | Félicien Vervaecke | Alcyon-Dunlop      | + 14' 01"   |
| 6  | Raoul Lesueur      | Helyett-Hutchinson | + 16' 11"   |
| 7  | Paul Egli          | Colin-Wolber       | + 17' 44"   |
| 8  | Gustave Deloor     | Colin-Wolber       | + 24' 01"   |
| 9  | Antoine Dignef     | Colin-Wolber       | + 25' 28"   |
| 10 | François Gardier   | Colin-Wolber       | + 27' 28"   |

## Evolució de les classificacions
| Etapa (Vencedor)              | Classificaió general |
| ----------------------------- | -------------------- |
| 0Etapa 1 (Félicien Vervaecke) | Félicien Vervaecke   |
| 0Etapa 2 (Maurice Archambaud) | Marcel Kint          |
| 0Etapa 3 (Gustave Danneels)   | Félicien Vervaecke   |
| 0Etapa 4 (Léon Louyet)        | Félicien Vervaecke   |
| 0Etapa 5 (Jean Fontenay)      | Jean Fontenay        |
| 0Etapa 6 (Gustave Danneels)   | Félicien Vervaecke   |
| 0Etapa 7 (Pierre Cogan)       | Maurice Archambaud   |